# Tiburtz Tiburtius
Tiburtius Tiburtii Tiburtius, Tiburtz Tiburtius, född 25 juli 1706 i Falun, död den 19 december 1787 i Vreta kloster, var en svensk präst.

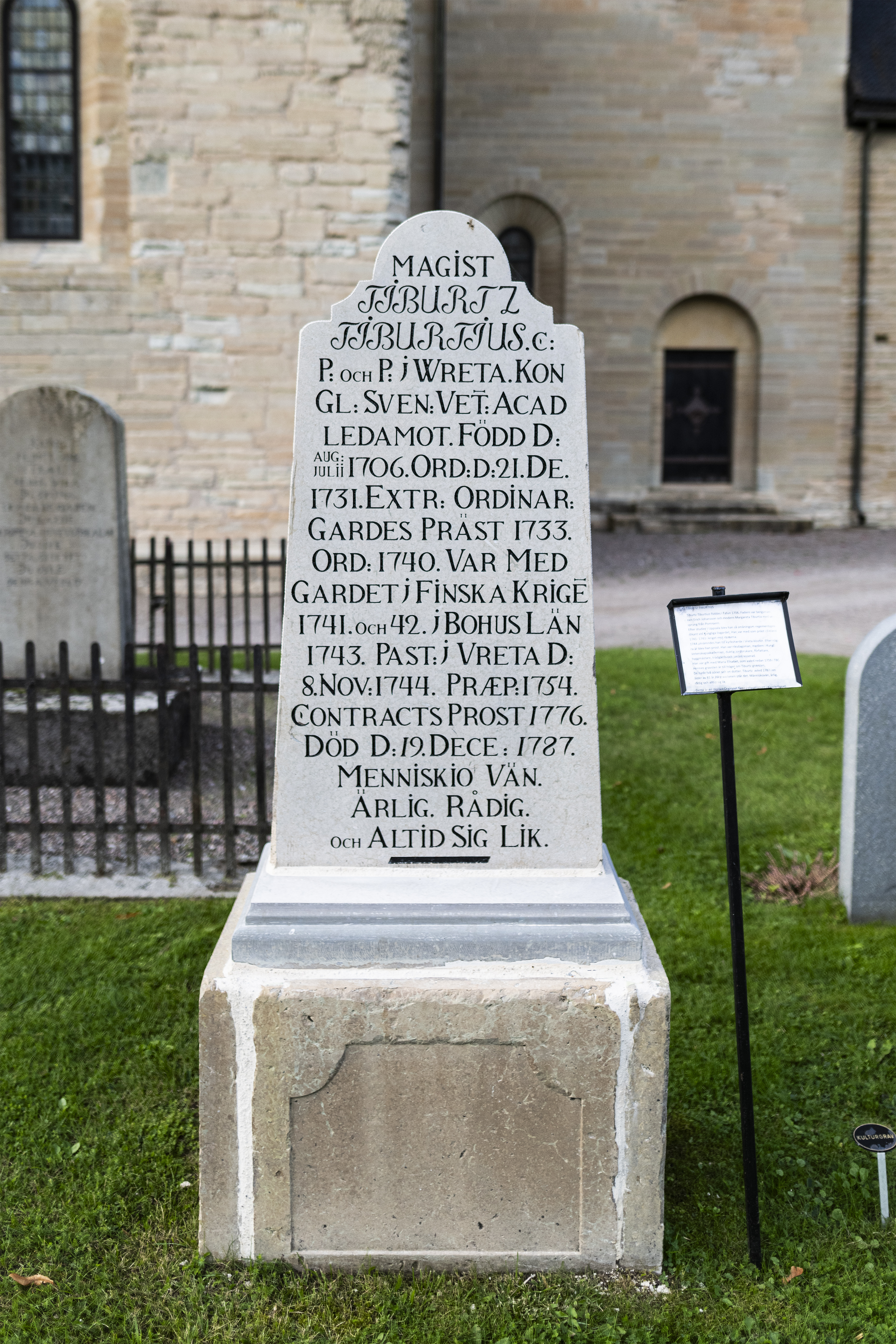
Tiburtz Tiburtius gravsten Vreta Kloster kyrkogård

## Biografi
Tiburtius bedrev enskilda studier i Stockholm och Upsala och inskrevs som student vid Uppsala universitet vårterminen 1721.
Tiburtius prästvigdes den 21 december 1731 i Västerås domkyrka, blev extraordinarie predikant vid Livgardet 1733, magister i Upsala 1734, regementspastor vid Livgardet 1740, kyrkoherde i Vreta klosters pastorat 1744, prost 1754, opponent vid prästmötet 1755, ledamot av Vetenskapsakademien 1756 och dess preses 3. kvartalet 1761, kontraktsprost 1777, predikant vid prästmötet 1759, avliden 19 december 1787 och begravd på Vreta klosters kyrkogård. Hans porträtt finns i kyrkans museum.
Han gifte sig 30 november 1736 med Maria Elisabeth Christiernin (1712–1759).
I en handskrift på Linköpings stiftsbibliotek kan man läsa: 
I späda åren miste han sin Fader, och blef förd til Stockholm 1712, at upfostras hos sin Morbroder Christopher Tiburtius som då var comminister ved S. Jacobi församling, men då Pastor Tiburtz Tiburtius ved Dalregementet feck Stora Wingåkers pastorat 1717 antog han den unga Tiburtius til sin fosterson och en Westrogothus, Olaus Odelius [säkerligen Olof Odhelius] til hans informator. År 1719 sändes den unga Tiburtius med sin informator i Ianuarii månad til Upsala, der han då feck tilfälle at se Drottning Ulrica Eleonoras kröning; men Sommaren derpå då Ryssen härjade hela Svenska Skiärgården blef han hemkallad til Wingåker. Dock som man tyckte uptäcka en tämmelig qvickhet, sändes han åter 1720 till Upsala tillbaka, at ther någon längre tid ständigt vistas. [...]
Strax derpå (1731) feck han kallelse til huspredikants syssla hos änke-Riksrådinnan Bonde född Sparre. Reste derpå til Westerås och blef ordinerad. [...] Wed hemkomsten til Wingåker fant han sin fosterfader så illa sink, at han fant sig förbunden lemna den syssla hvartil han kallad var, och stanna i Wingåker til sin fosterfaders biträde alt til sommaren 1733. [...]
År 1741 i Sept. måste han följa med Kungl. Lifgardes transporten til Finland, och uthärda alla det olyckliga krigets besvärligheter. Hösten 1742 efter capitulation kom han til Stockholm igen med de få qvarblefna. I Sept. 1743 måste han med 600 man af Kungl. Lifgardet marchera åt Norska sidan och stannade uti Uddevalla. År 1744 i Aprill marcherade han besvärliga vägar med manskapet tilbaka igen til Stockholm. [...]"
Den 8 november 1744 blev Tiburtius kyrkoherde i Vreta klosters pastorat. Han intresserade sig då bland annat för planteringar runt kyrkan i Vreta och antecknar i kyrkans minnesbok:
1751 planterades här vid kyrkian den första Tysk eller korgpijl, samt första poppelpijl hwilka pastor Tiburtz Tiburtius förskrifwit ifrån Skåne. Sådana trä hade förr ingen sedt här på orten." (På en litografi från mitten av 1800-talet syns stora popplar söder om kyrkan.) År 1752 planterades i Vreta "de första Siberiska ärteträd och sattes för mera säkerhets skull i Pastoris Trägård, hwilken ock då utvidgades alt intil den Iskiällare Pastor Tiburtius låtit uppbygga. Förut hade här wed gården allenast en liten kryddtäppa emellan Ladugården och stenkiällaren.
Under mitten av 1700-talet drev han fram en stor ombyggnad av klosterkyrkan med avsikten att ge denna en mer enhetlig och tidsenlig karaktär. I handskriften på stiftsbiblioteket står det vidare: "[År] 1764 företog han sig et dristigt arbete med ringa Cassa, neml. Wreta Klosters Tornbygnad och Kyrkans förbättrande och Sockne magazins inrättande i Tornet och gått det alt väl igenom utan aldraringesta biträde af Publico. [...]"
I en berättelse till Kungliga Vetenskapsakademien redogör Tiburtius för fynd av jättelika människoben på kyrkogården i Vreta. Den trycktes sedan i Vetenskapsakademiens handlingar för år 1766. Där står bland annat (något transkriberat): 
På 2 alnars djup funnos stenkistor, bestående av täljda kalkstenshällar, hopfästade med ganska vitt bruk, i vilka lågo människoben av vanlig människostorlek. På 4 alnars djup mötte sand. Vi stannade i förundran, då vi fingo se en sträcka av människoben uti sanden efter hela gravens längd, och kistan var beställd något längre än kroppen. Därför lät jag göra graven ovanligt lång. Vid gravens västra kant låg huvudskallen med sina stora käkar på armpipor väl långa, med en hop ansenliga revben, sedan lårbenen och åt östra ändan benpiporna med skenbenen, som ändå sträckte sig något in i jorden vid gravens ände, att de måste utdragas. Lårbenens längd är 23 tum, benpiporna 18 tum. Nedersta benet av ryggraden är 5 tum högt och 5 tum bredt. Skallen var vid andra uppgrävningen krossad.
Till denna sakliga berättelse om det intressanta fyndet fogar Tiburtius några historiska kommentarer:
Enligt Snorre Sturlasson voro jättar icke sällsynta i kung Inge d.y. Halstenssons tid. Om hans farbroder Inge d.ä. Stenkilsson säges, att han varit större och starkare till kroppskrafter än någon i hans tid. Hans syskonbarn Ragvald Knaphöfding lärer för samma orsak blivit kallad Jättekung.
År 1787 skänker Tiburtius till klosterkyrkan en brudpäll av gråbrunt siden med storblommigt mönster i silkesbroderi med färgerna gult och blått i flera nyanser, vinrött, vitt och skärt. Pällen, som ännu finns kvar, är kantad med beigefärgat, veckat siden och är, kanten oräknad, 148 centimeter lång och 98 bred. 
Bibliotekets handskrift fortsätter: 
Ännu uti sit 74 år skiöter [han] både Contractet och Församlingen, med all möjelig drift och styrka. Såsom Ledamot i Kungl. Wettenskaps Academ. [...] hafver han i dess handlingar [...] Tal vid inträdet [...] Tal ved Præ nedläggande [...]. Af Kungl. Patriotiska Sälskapet är ock något tryckt utom margfaldiga Ströskrifter som man ej hinner upräkna. I manuscript har han mycket såsom journaler håldna uti Krig och Fred hvarest han varit. Några böcker af Cornelio Tracito verterade på Svenska. Hofmanni[?] Chronotaxis Apocalyptica verterad på Svenska med mera dylikt.

## Eftermäle
Levnadsteckningar över Tiburtius finns också i Linköpings Stifts-Tidningar 1791-1972: 
Men han inskränkte sig icke blott inom sit ämbete, ock dit hörande yrken: med sit snille, kunskaper och förfarenhet öfvergränsade han sin krets, [...] När härtil lägges, at äfven Patriotiska Sällskapet funnit hans uppgifter tryckvärdige; så har han visat, på hvad sätt flere från Theologien främmande ämnen lika så nyttigt, som verdigt, kunna förenas med Presterligheten. [...] Under den anmärkning, at Almogen oftast skiljer sina barn från plogen til utkomst i andra Stånd, ville han i patriotisk välmening och aktning för det äldsta ståndet, med sit exempel upmuntra Samhällets tärande medlemmar, at, till genfyllo, lemna sina barn åt den närande hopen. Han förmådde alltså den äldre sonen att ingå i det hedervärda Bondeståndet. [...] Snille med kunskaper, äfven någon gång med fel, har altid sin aktning. Probsten Tiburtius ägde hos högre och lägre et oafbrutet både anseende och förtroende. Då hans sinnes styrka blef verklös genom den högre åldrens krämpor, fick hans förvärfvade anseende ett nytt beskydd i sjelfva ålderdomens vördighet: [...]
Johan Alfred Westerlund och Johan Axel Setterdahl skrev 1916: 
Hans ofvan anförda arbete med kyrkans ombyggnad var enligt nutida begrepp af tvifvelaktigt värde. Han lät nämligen nedbryta det gamla röda klostertornet jämte takryttaren på kyrkan samt i stället uppföra det nuvarande tornet. Långhusets murar i kyrkan, förut 3 meter lägre än korets, ökades till samma höjd som detta, och hela kyrkans hufvudstomme lades under ett gemensamt tak; kyrkans yttre reparerades och det inre hvitlimmades, hvarefter kyrka, torn, slagur och storklocka invigdes den 29 november 1767. Med hvilken tillfredsställelse han själf betraktade detta sitt vandaliseringsverk af den urgamla klosterkyrkan, låter han oss veta i Inrikes Tidningar 1767 den 24 december, hvari arbetet noggrant anföres, dess kostnad, som uppgifves till 22,121 daler kopparmynt jämte in natura lefvererade 1,000 öke- och 2,000 mansdagsverken. Därpå skildras kyrkans, tornets, slagurets och storklockans högtidliga invigning af biskop med 16 präster med procession, musik af pukor, trumpeter och valthorn samt åtta kanoners lossande i tvenne omgångar. Invigningsmiddagen glömmes ej häller, då han talar om, att de höga skålarna med underdånig vördnad under musique och kanonskott blefvo ihogkomna. Om den verkställda "restaureringen" yttrade till honom dåv. kronprinsen, sedermera konung Gustav III, kort efter invigningen, att han "fann den hvita rappningen olämplig på ett tempel af huggen sten, som har mera anseende i sig än all öfverstrykning".
Alldeles fritt från "spökeri" försiggick ej heller tornbyggnaden. Prosten Tiburtius skrifver själf härom: "Under det tornet byggdes, var det något besynnerligt, hvartill man ej kan utgrunda någon orsak, at sedan mörkt blifvit och alt arbetsfolk var bortgånget klappade och bultade det på Tornet likasom då det om dagarne arbetades, det jag med många fler mäst hvar afton hörde. När flera personer ställt sig på prästgården at höra therpå någon stund, afstannade altsammans, men så snart alla eller the flesta bortgingo, begynte åter thet förra bullret. Om thetta liud hörrörde theraf at någon föll från ställning till ställning, som dock synes aldeles olikt, eller hvad det var, kan man ej säga."
Inom församlingen, där det dock bodde flera högt uppsatta personer, var han nästan enväldig. När han en gång, upptagen av annat, meddelade sockenstämman, att han ej var klar med föregående års räkenskaper, svarades: "Det är onödigt - herr prosten vet själf, om han räknat rätt."
Tiburtius var ytterst förbittrad över att biskop Uno von Troil (1746-1803) fått löfte att efter honom få det inbringande pastoratet till prebende. Jägare, som han var, sköt han vid jultiden en hare och varje nyårsdag, spände han efter gudstjänsten för sina hästar, for till biskopsgården i Linköping, klev in, bugade sig djupt och sa: "Se här en hare, som jag själf skjutit", varpå den myndige prosten strax återvände. Trots erhållet tillträdelsebrev kom Uno von Troil dock aldrig att få Vreta sig tilldelat.
Prosten var också en mycket framstående och inflytelserik riksdagsman under den pågående frihetstiden. Vid riksdagen 1755-1756 var han fullmäktig för Linköpings division och vid riksdagen 1760-1762 för stiftets komministerkomministrar.. Det var Tiburtius som vid sin första riksdag väckte förslag om - den kungliga namnstämpeln.

På gravstenen, uppges det att Tiburtius föddes den 25/8 (enligt den julianska kalendern. Detta motsvarar 5 aug enligt den nu gällande gregorianska kalendern) och dog den 12/12, får han eftermälet: "Menniskovän ärlig rådig alltid sig lik."